# پتر تالی
پتر تالی (استونیایی: Peeter Tali؛ زادهٔ ۶ اوت ۱۹۶۴) پرسنل نظامی، روزنامه‌نگار و سیاستمدار اهل استونی است. وی عضو مجلس استونی است.